# Ken Narita
Ken Narita (成田 剣, Narita Ken, geboren am 18. Mai 1964) ist ein japanischer Synchronsprecher und Schauspieler aus der Präfektur Saitama. Sein richtiger Name ist Tsutomu Narita (成田 勉, Narita Tsutomu). Derzeit arbeitet er als Freelancer.
Narita wurde für die Rolle als Bright Noa als Nachfolger von Hirotaka Suzuoki verpflichtet, beginnend mit Mobile Suit Gundam Unicorn.
Er wurde weiterhin für die Rolle des Saitō Hajime in der 2012er Ausgabe von Rurouni Kenshin: Shin Kyoto-Hen und als Dragon Shiryu in Saint Seiya Omega ausgewählt.

## Filmografie

### TV-Animationen
- Inu Yasha (2000) (Sesshomaru)
- Sword Art Online (2012) (Grimlock)
- Akame ga Kill! (2014) (Dr. Stylish)
- High School DxD BorN (2015) (Shalba Beelzebub)
- Schwarzesmarken  (2016) (Heinze Axmann)

Jojo’s Bizarre Adventure: Golden Wind (2018) (Illuso)
- Amatsuki (Byakuroku)
- Arc the Lad (Kelbe)
- Bakugan: Gundalian Invaders (Emperor Barodius)
- Bannō Bunka Nekomusume (Hell Mishima)
- Black Lagoon (Gruppenführer)
- Bleach (Ryūken Ishida)
- Bobobo-bo Bo-bobo (Ochoboguchi-kun)
- Btooom! (Masahito Date)
- The Brave of Gold Goldran (Dran, Goldran, Sky Goldran, Great Goldran)
- Code Geass (Jeremiah Gottwald)
- Detektiv Conan (Etoh, Muraki)
- Dokkoider (Pierre)
- E's (Dr. Asakawa)
- Eat-Man (Stow)
- Eden's Bowy (Wietoo)
- Erementar Gerad (Gladius)
- Fancy Lala (Komiyama)
- Fushigi Yūgi (Tetsuya Kajiwara)
- Gakuen Heaven (Jin Matsuoka)
- Ghost Hunt (Koujo Lin)
- Gin Tama (Douman, Haga)
- Goshūshō-sama Ninomiya-kun (Mikihiro Tsukimura)
- Gundam Build Fighters (Kato)
- Hitohira (Takashi Katsuragi)
- I'm Gonna Be An Angel! (Kai)
- Inukami! (Shinigami: Sea of Violence(Bouryoku no Umi))
- Inazuma Eleven (Ryuichi Kenzaki)
- Kyōshirō to Towa no Sora (Kazuya Ayanokōji)
- Le Chevalier D'Eon (Durand)
- Loveless (Seimei Aoyagi)
- Magical Girl Lyrical Nanoha Strikers (Jail Scaglietti)
- Naruto (Nanafushi)
- Naruto Shippuden (Hayama Shirakumo)
- Nurarihyon no Mago (Nura – Herr der Yokai) (Storyteller)
- One Piece (Suleiman)
- Reborn! (Adult Reborn)
- Saint Seiya Omega (Dragon Shiryu)
- Saiyuki (Koumyou Sanzo)
- Scrapped Princess (Lenard)
- Seikon no Qwaser (Friederich Tanner)
- Shijō Saikyō no Deshi Kenichi (Odin)
- MegaMan NT Warrior (Noboru Sunayama)
- Rurouni Kenshin: Shin Kyoto-Hen (Saitō Hajime)
- Skip Beat!  (Ren Tsuruga)  (drama CD only)
- Sonic X (Black Narcissus)
- Toward the Terra (Glaive Murdock)
- Transformers (Construction Robot)
- Unbreakable Machine-Doll (Bronson)
- Uragiri wa Boku no Namae o Shitteiru (Fesseln des Verrats) (Isuzu Fujiwara)
- Vampire Princess Miyu (Barrow, ep. 13–14)
- Wandaba Style (Ichirin)
- The Wallflower (Perfect Girl) (Host Club Owner, ep. 3)
- Yamato 2520 (Thompson)
- Yu-Gi-Oh! GX (Giese Hunt)
- Yu-Gi-Oh! Zexal (Jin)

### Anime
- Araiso Private High School Student Council Executive Committee (Matsumoto Takahisa)
- Bannō Bunka Nekomusume! (Juuza Mishima)
- Angelique (Arios)
- Fushigi Yūgi  (Tetsuya Kajiwara, Suzaku Seikun)
- Fushigi Yūgi Eikoden  (Tetsuya Kajiwara, fake Suzaku)
- Mobile Suit Gundam Unicorn (2011) (Bright Noa)
- Mobile Suit Gundam: The Origin (2018) (Bright Noa)

### Theateranimation
- X/1999 (1996) (Fūma Monou)
- 6 Angels (2002) (Mike)
- InuYasha the Movie: Affections Touching Across Time (2001) (Sesshomaru)
- InuYasha the Movie: Fire on the Mystic Island (2004) (Sesshomaru)
- InuYasha the Movie: Swords of an Honorable Ruler (2003) (Sesshomaru)
- Rurouni Kenshin: Shin Kyoto-Hen (????) (Saitō Hajime)

### Videospiele
- Natsuki Crisis Battle (Tsuguo Nabeshima)
- Angelique-Serie (Arios)
- Bleach: Heat the Soul 6 and 7 (Ryūken Ishida)
- Erementar Gerad Serie (Gladius)
- Fushigi Yūgi: Suzaku Ibun (Nakago)
- Phantom of Inferno (Scythe Master)
- Project X Zone (Vashyron)
- Project X Zone 2 (Vashyron)
- Resonance of Fate (Vashyron)
- Super Robot Wars Alpha 3 (Calico Macready)
- Melty Blood Actress Again (Michael Roa Valdamjong)
- Zettai Meikyuu Grimm (Jacob Grimm)
- Zettai Zetsumei Toshi 3 (Keisuke Hikawa)
- Omerta ~Chinmoku no Okite~ (Liu Jien)

### Drama-CDs
- Abunai series 4: Abunai Campus Love (Molester)
- Aigan Shounen (Godo)
- Angel Sanctuary (Archangel Raphael)
- Barajou No Kiss (Kiss of Rose Princess) (Schwartz Yamamoto)
- Baito wa Maid!? (Takeaki Esaka)
- Baito wa Maid!? 2 – Shuubun!? Senden!? (Takeaki Esaka)
- Blue na Koneko (Hiroki Kuzumi)
- Brother (Pervert – Guest in volume 1)
- Danshiryou de Romance wo (Harumi Izumozaki)
- Endless series 3: Endless Love (Yoshimune Takara)
- Final Fantasy: Unlimited (Soljashy)
- Finder Series (Yan Tsu)
- Gisou Renai no Susume (Shuyo Akitsu)
- Hameteyaru! (Eiji Tatsumi)
- Katsuai series 1 (Touru Kurosaki)
- Katsuai series 2: Bakuren (Touru Kurosaki)
- Kedamono Series (Rei)
- Kodomo no Hitomi (Hitoshi Kashiwabara)
- Koi ni Inochi wo Kakeru no sa (Togashi)
- Koi no series 1: Koi no Tasting (Keisuke Nakamura)
- Koi no series 2: Koi no Seasoning (Keisuke Nakamura)
- Kubisuji ni Kiss ~Hong Kong Yakyoku~ (Suchue)
- Loveless (Seimei Aoyagi)
- Love Seeker (Kyousuke Suga)
- Milk Crown no Tameiki (Shinobu Takatou)
- Muteki na Bokura Series 1 (Satoshi Tsuyuki)
- Muteki na Bokura Series 2: Oogami Datte Kowakunai (Satoshi Tsuyuki)
- Muteki na Bokura Series 3: Shoubu wa Korekara! (Satoshi Tsuyuki)
- Muteki na Bokura Series 4: Saikyou na Yatsura (Satoshi Tsuyuki)
- Muteki na Bokura Series side story 1: Aitsu ni Muchuu (Satoshi Tsuyuki)
- Pink na Koneko (Hiroki Kuzumi)
- Omerta ~Chinmoku no Okite~ (Liu Jien)
- Ore no Mono! (Shou Hatori)
- Oresama Teacher (Takaomi Saeki)
- Saredo Futeki na Yatsura (Renji Ootsuki)
- Seikimatsu Tantei Club (John Garidebu)
- Shoukugyo, Ouji (Saido)
- Shounen Yonkei
- Skip Beat! (Ren Tsuruga)
- Slaver Series (Shigeru Yamawaki)
- Suit and Ribbon Tie (Hiroshi Tanabe)
- The Tyrant Falls in Love (Verliebter Tyrann) (Kunihiro Morinaga)
- Tsuki to Sabaku no Neru Yoru (Yazid)
- Wagamama Daiou ni Ki wo Tsukero (Yoshifumi Ikoma)
- Yume Miru Seiza (Yaginuma)

### Synchronrollen

#### Live
- 12 Years a Slave (Samuel Bass (Brad Pitt))
- 300: Rise of an Empire (Aeschylus (Hans Matheson))
- Criminal Minds (Charles)
- Dark Angel (Alec McDowell)
- Deep Rising (Octalus – Der Tod aus der Tiefe) (TV) (Mamooli)
- Dragonheart (King Einon)
- H (2002 film) (Jo Seung-woo)
- ER (Dennis Gant)
- Good Will Hunting (Clark)
- Mighty Morphin Power Rangers (Skull, Baboo)
- Mortal Kombat (Liu Kang)
- Open Water 2: Adrift (James)
- Rom (Marcus Junius Brutus)
- Seinfeld (Jerry Seinfeld)
- Third Watch-Einsatz am Limit (Bobby Caffey)
- Titanic (Fabrizio De Rossi)
- Ultraman: The Ultimate Hero (Kyle Morrison, Primary Official (B))

#### Animation
- Bionicle 2: Legends of Metru Nui (Vakama)
- Johnny Bravo (Johnny Bravo)
- Die Pinguine aus Magadascar (Classified)